# Good Night
Good Night è un brano musicale dei Beatles, la canzone finale che chiude l'album The Beatles (meglio noto come White Album o Album Bianco).

## Descrizione

### Origine e storia
Benché sia stata scritta nello stile di Paul McCartney, la canzone è opera esclusiva di John Lennon.
Cantata nel disco da Ringo Starr, era stata concepita da John come una ninna nanna per Julian, il primo figlio dello stesso Lennon, che allora aveva cinque anni. Le liriche scorrono attraverso immagini semplici, che ben si adattano all'atmosfera da fiaba alla quale contribuisce una grande orchestra che sembra rievocare, non senza un uso sapiente del kitsch, atmosfere di certi musical hollywoodiani.
In un primo momento, il brano era introdotto da una lunga introduzione parlata di Ringo, enfatizzante il suo ruolo da narratore di favole nella canzone, che successivamente verrà tagliata dalla versione pubblicata sul disco.
Il brano rivela un aspetto inedito della scrittura lennoniana e, il semplice e dolcissimo testo è sottolineato da un sontuoso arrangiamento di violini e dal coro Mike Sammes Singers, entrambi curati e diretti da George Martin.
In seguito, Lennon dimostrerà di essere emotivamente legato alla canzone, includendone una versione per sola voce durante Amsterdam, la facciata B del suo disco Wedding Album del 1969. I quasi 25 minuti di Amsterdam sono costituiti in gran parte da frammenti di conversazioni, intercalati da quattro brani musicali, l'ultimo di questi è proprio Good Night.

## Formazione
- Ringo Starr — voce
- George Martin — celesta
- The Mike Sammers Singer — cori
- Musicisti non accreditati — 12 violini, 3 viole, 3 violoncelli, contrabbasso, 3 flauti, clarinetto, corno inglese, vibrafono, arpa

## Curiosità
- Un estratto della durata di 1 secondo della canzone è contenuto sull'album di Paul McCartney Liverpool Sound Collage al minuto 3:38 della traccia Plastic Beetle.
- Il finale è incluso in un altro brano dei Beatles - All You Need Is Love, nella versione della raccolta Love prodotta da George Martin.

## Cover e altri usi
Nonostante la sua atipicità nel repertorio Beatles, la canzone è stata reinterpretata da molti artisti, inclusi i Carpenters, Ramsey Lewis, Kenny Loggins, Cyril Stapleton, i Manhattan Transfer, e il batterista dei Monkees Micky Dolenz insieme a Vera Lynn che la fecero uscire come singolo e la eseguirono durante uno show televisivo della BBC. Fu anche scelta dai Coldplay come brano da suonarsi alla loro uscita dal palco durante il loro tour del 2005–2006 Twisted Logic Tour.
Un'altra cover della canzone è apparsa sulla TV messicana in uno show degli anni Settanta chiamato El Chavo del Ocho, cantata in spagnolo dai Chespirito reintitolata per l'occasione Buenas noches, vecindad (letteralmente: Buona notte, quartiere).